# 위트니 카슨
위트니 카슨(Witney Carson, 1993년 10월 17일 ~ )은 미국의 전문 댄서, 안무가이다.